# Pilosité faciale des Yankees de New York
La pilosité faciale des Yankees de New York est une curiosité du baseball américain relative à l'apparence des joueurs des Yankees de New York, équipe évoluant en ligue majeure de baseball. Une règle officieuse et spécifique à cette unique équipe interdit à ses joueurs le port de la barbe et leur impose d'être rasés de près durant les matchs et toute autre apparition publique,,,,. Le port de la moustache est autorisé si celle-ci est entretenue et coupée de près.
De nombreux joueurs, connus du public pour porter la barbe, se trouvent obligés de se raser lorsqu'ils signent un contrat avec les Yankees. Quelques rares joueurs, tels que les lanceurs Brian Wilson et David Price, ont soit décliné, soit exprimé leur refus de rejoindre les Yankees tant que cette règle serait en vigueur.
Lorsque George Steinbrenner devient propriétaire du club en 1973, il impose cette règle car il estime que les joueurs doivent avoir l'air « impeccables ».